# Saint-Didier-sur-Rochefort
Saint-Didier-sur-Rochefort ist eine ehemalige französische Gemeinde mit 457 Einwohnern (Stand: 1. Januar 2022) im Département Loire in der Region Auvergne-Rhône-Alpes. Sie gehörte zum Arrondissement Montbrison. Die Bewohner werden Désidériens und Désidériennes genannt.
Der Erlass des Präfekten vom 23. Dezember 2024 legte mit Wirkung zum 1. Januar 2025 die Eingliederung von Saint-Didier-sur-Rochefort ohne Status einer Commune déléguée zusammen mit der früheren Gemeinde La Côte-en-Couzan zur Commune nouvelle La Côte - Saint-Didier fest.

## Geografie

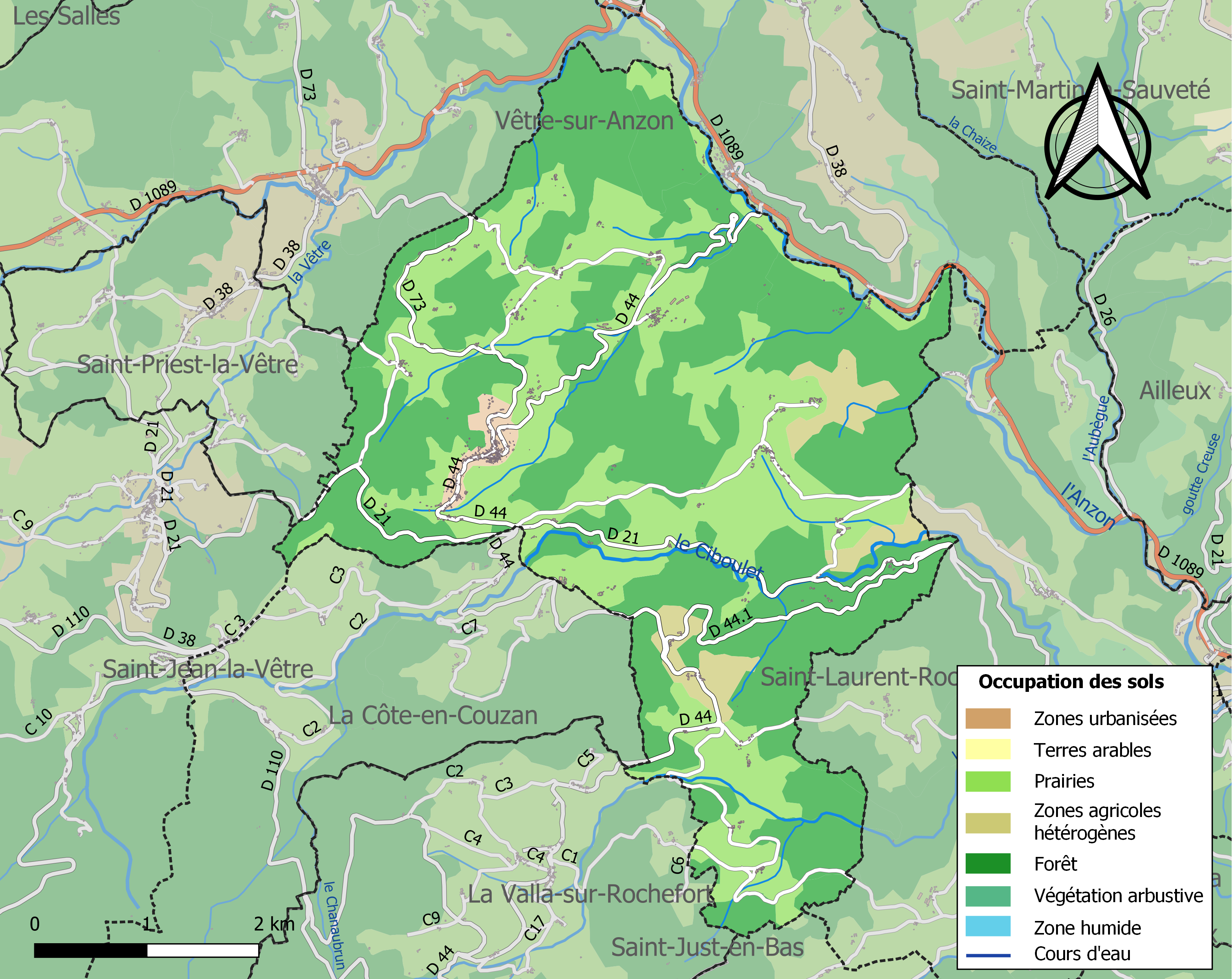
Bodennutzung, Hydrografie und Infrastruktur von Saint-Didier-sur-Rochefort (2018)

Saint-Didier-sur-Rochefort liegt etwa 27 Kilometer nordnordwestlich von Montbrison, etwa 58 Kilometer nordnordwestlich von Saint-Étienne und etwa 77 Kilometer westlich von Lyon in der historischen Provinz des Forez an der Ostflanke des gleichnamigen Gebirges. Der Ort liegt im Einzugsbereich der Loire und wird von Anzon bewässert, der ihn im Nordosten begrenzt, sowie von seinen Nebenflüssen Grand Ris, Ciboulet und Tavel. An diesen Bächen liegen viele Brücken und Mühlen. Der Siedlungsraum besteht aus zahlreichen weitverstreuten Weilern, einige entlang der Wasserläufe oder in den Tälern, andere auf den Höhen oder auf Wegen, die kreuz und quer über das Gebirge ziehen. Das Bodenrelief steigt vom Anzon-Tal nach Südwesten hin bis auf 900 m Höhe am Fuß des Puy Jalet an. Das Zentrum liegt auf etwa 710 m Höhe, die niedrigste Erhebung des Orts wird mit 457 m im Osten beim Austritt des Anzon aus dem Ortsgebiet gemessen.
Teile des Gebiets von Saint-Didier-sur-Rochefort gehören zum Natura-2000-Schutzgebiet „Lignon, Vizezy, Anzon et leurs affluents“ (FR8201758) und zu den ZNIEFF-Naturzonen „Monts du Forez“ (820032467) und „Ruisseau du Tavel“ (820032399).
Rund 58 % der Fläche von Saint-Didier-sur-Rochefort sind bewaldet, rund 41 % werden landwirtschaftlich, hauptsächlich als Grünland genutzt, rund 1 % entfällt auf bebaute Flächen (Stand: 2018).
Umgeben wird Saint-Didier-sur-Rochefort von den Nachbargemeinden und dem Ortsteil der Commune nouvelle:
|                                                     | Vêtre-sur-Anzon                             |                 |
| Saint-Priest-la-Vêtre Saint-Jean-la-Vêtre           | Kompassrose, die auf Nachbargemeinden zeigt | Solore-en-Forez |
| La Valla-sur-Rochefort La Côte-en-Couzan (Ortsteil) | Saint-Just-en-Bas                           |                 |

## Geschichte
Das Ortsgebiet wird von alten Wegen durchzogen und weist zahlreiche strategische Standorte auf, die für die Errichtung einer befestigten Siedlung geeignet sind. Gallorömische Siedlungen gab es in den Weilern Chira-Gros und Durrieuse sowie an einem Ort namens Solaure (oder Solore). Solaure wurde im frühen Mittelalter zum Hauptort eines Agers (ager Solobrensis erwähnt im Jahr 930). Überreste von Befestigungen und Siedlungen aus dem frühen Mittelalter sind in Tavel und Château-Vieux, insbesondere aber in Rochefort zu finden.

## Bevölkerungsentwicklung
| Jahr                       | 1962 | 1968 | 1975 | 1982 | 1990 | 1999 | 2006 | 2013 | 2020 |
| -------------------------- | ---- | ---- | ---- | ---- | ---- | ---- | ---- | ---- | ---- |
| Einwohner                  | 744  | 672  | 552  | 476  | 428  | 407  | 422  | 411  | 456  |
| Quellen: Cassini und INSEE |      |      |      |      |      |      |      |      |      |

## Sehenswürdigkeiten

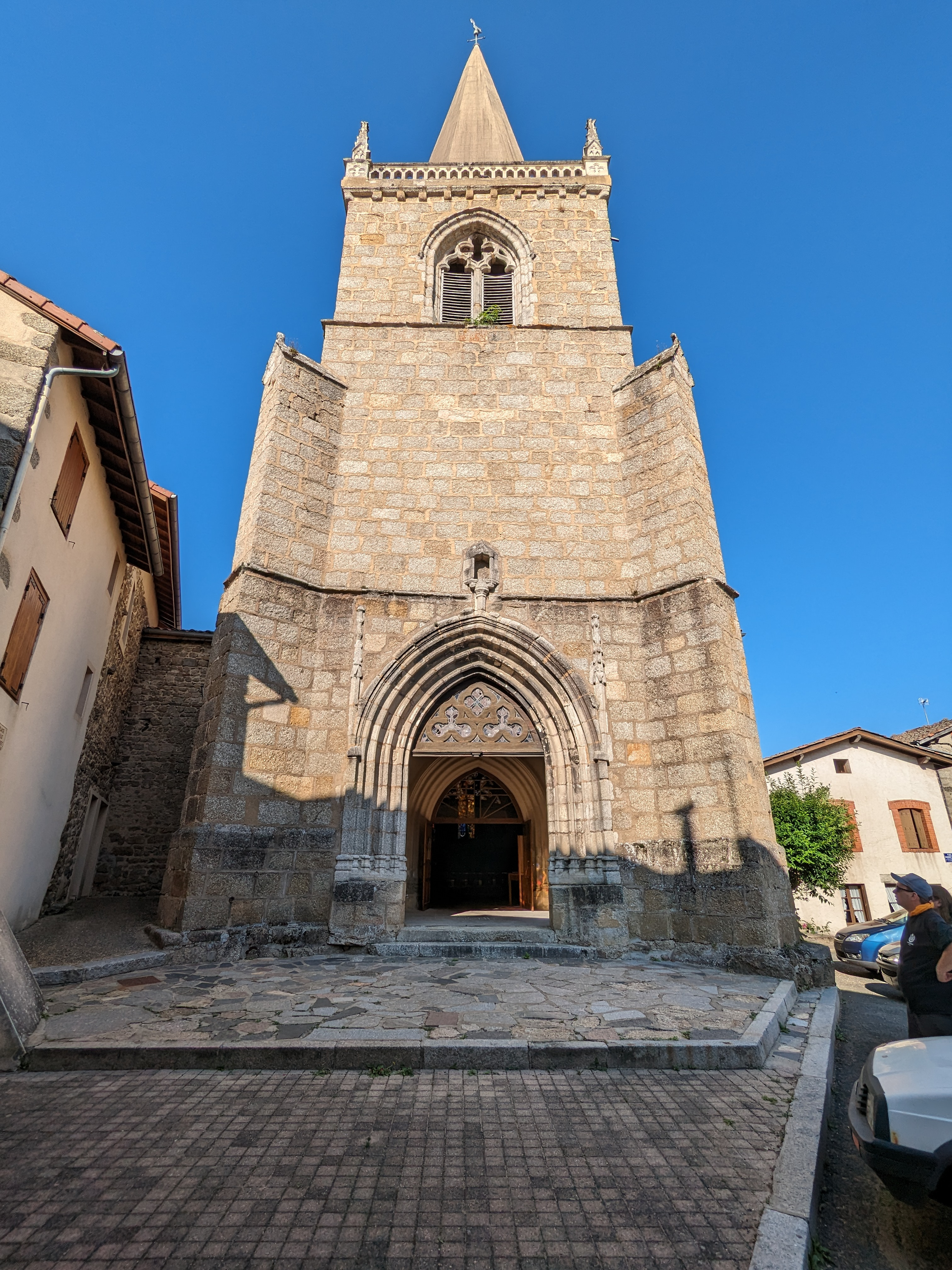
Kirche Saint-Didier
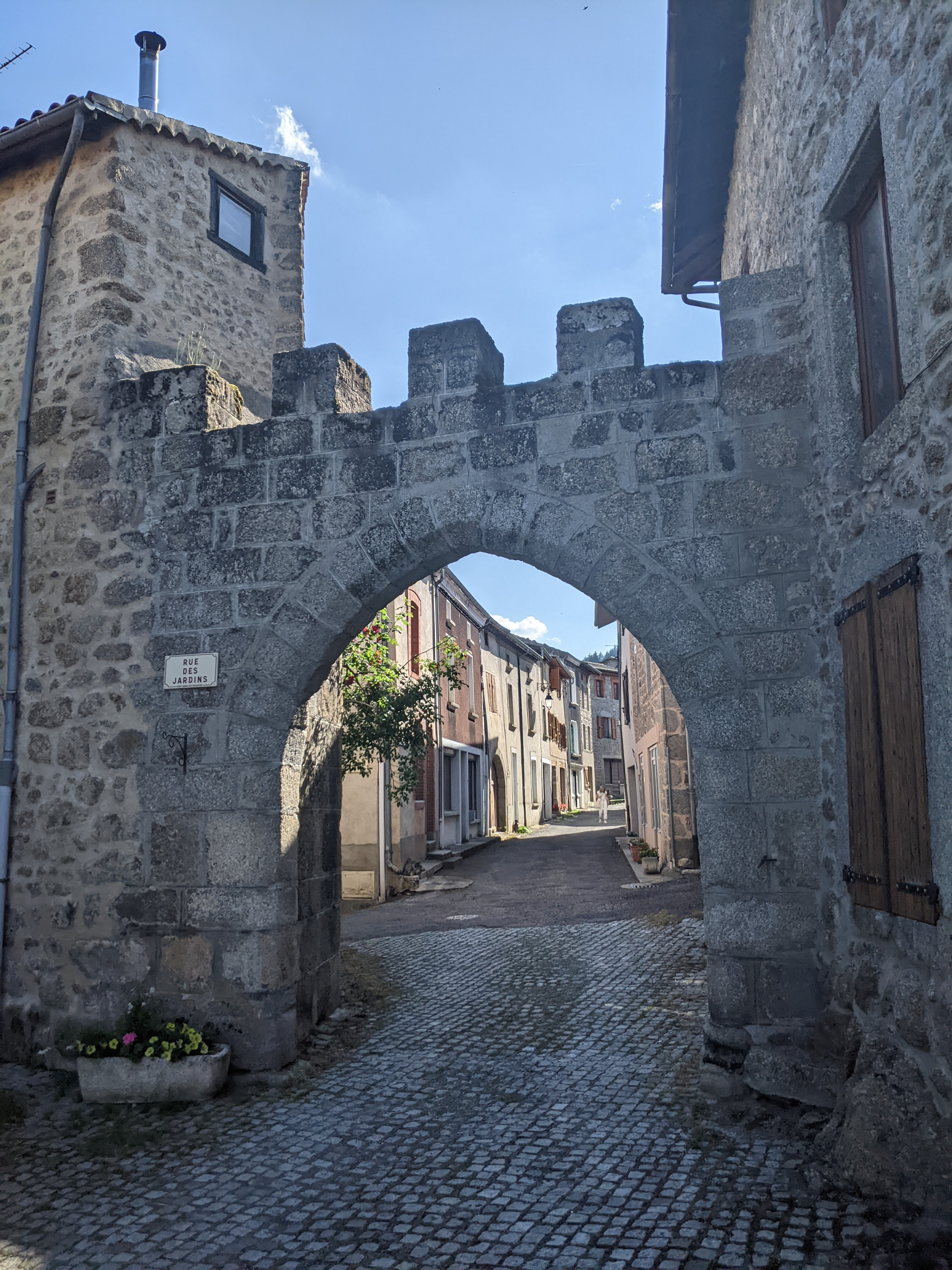
Ehemaliges Stadttor

- Kirche Saint-Didier
- Ehemaliges Stadttor